# Żółw jadalny
Żółw jadalny, żółw zielony (Chelonia mydas) – gatunek żółwia z rodziny żółwi morskich (Cheloniidae); jedyny żyjący przedstawiciel rodzaju Chelonia. Nazwa żółw zielony pochodzi od koloru ich tkanki tłuszczowej. Często spotyka się go na pełnym morzu w stadach.
Dawniej w Polsce używana była też nazwa szylkret olbrzymi.

## Systematyka

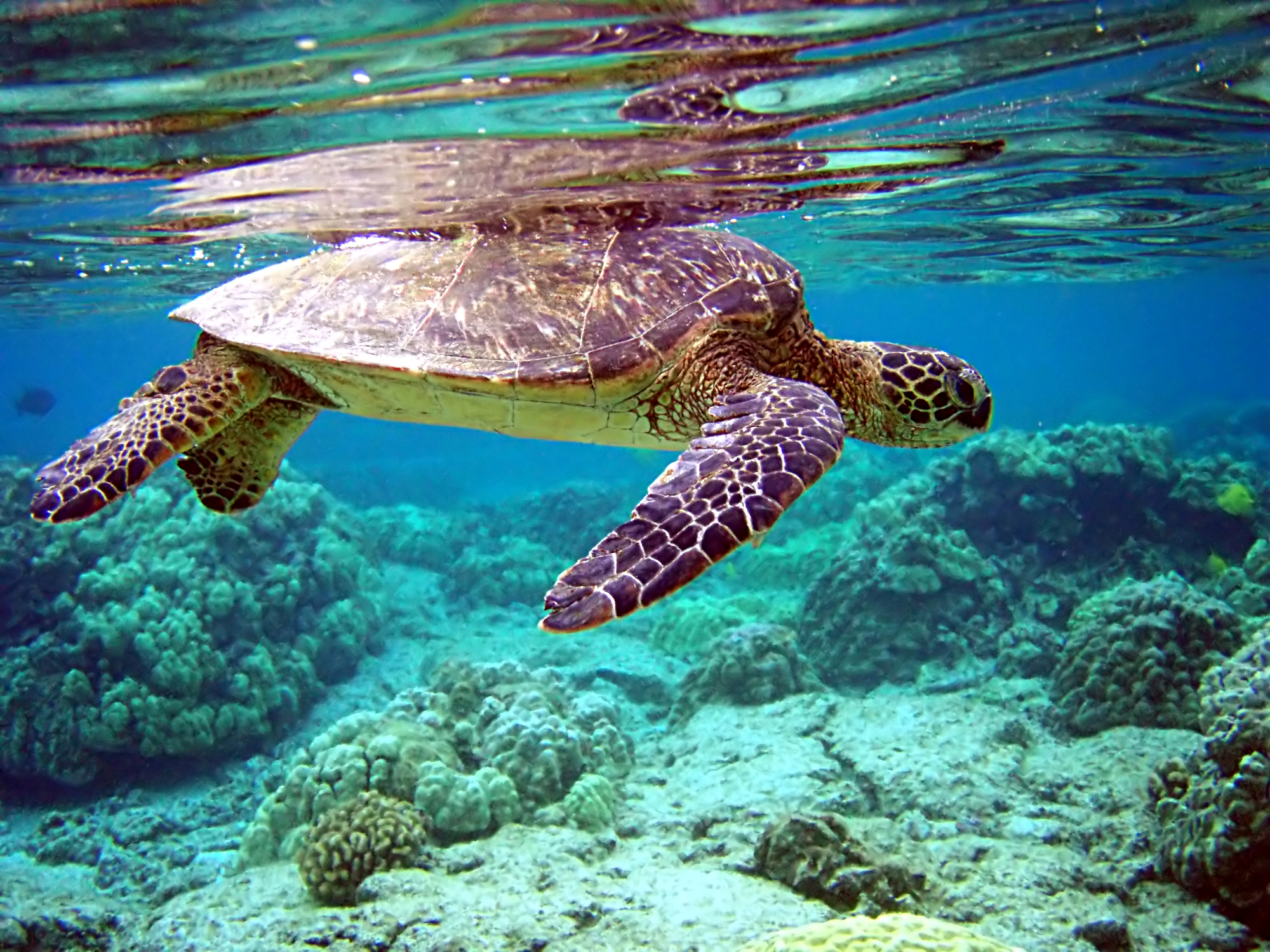
Żółw zielony i jego całkowite wewnętrzne odbicie

Obecnie zwykle nie wyróżnia się podgatunków (tłumacząc to bardzo dużą zmiennością osobniczą wśród tego gatunku), choć opisano ich kilka i do niedawna trzy z nich były uznawane:
- Chelonia mydas mydas Linnaeus, 1758
- Chelonia mydas agassizi Bocourt, 1868
- Chelonia mydas japonica (Thunberg, 1787)

Niektórzy autorzy sugerowali status osobnego gatunku dla C. m. agassizi.

## Charakterystyka

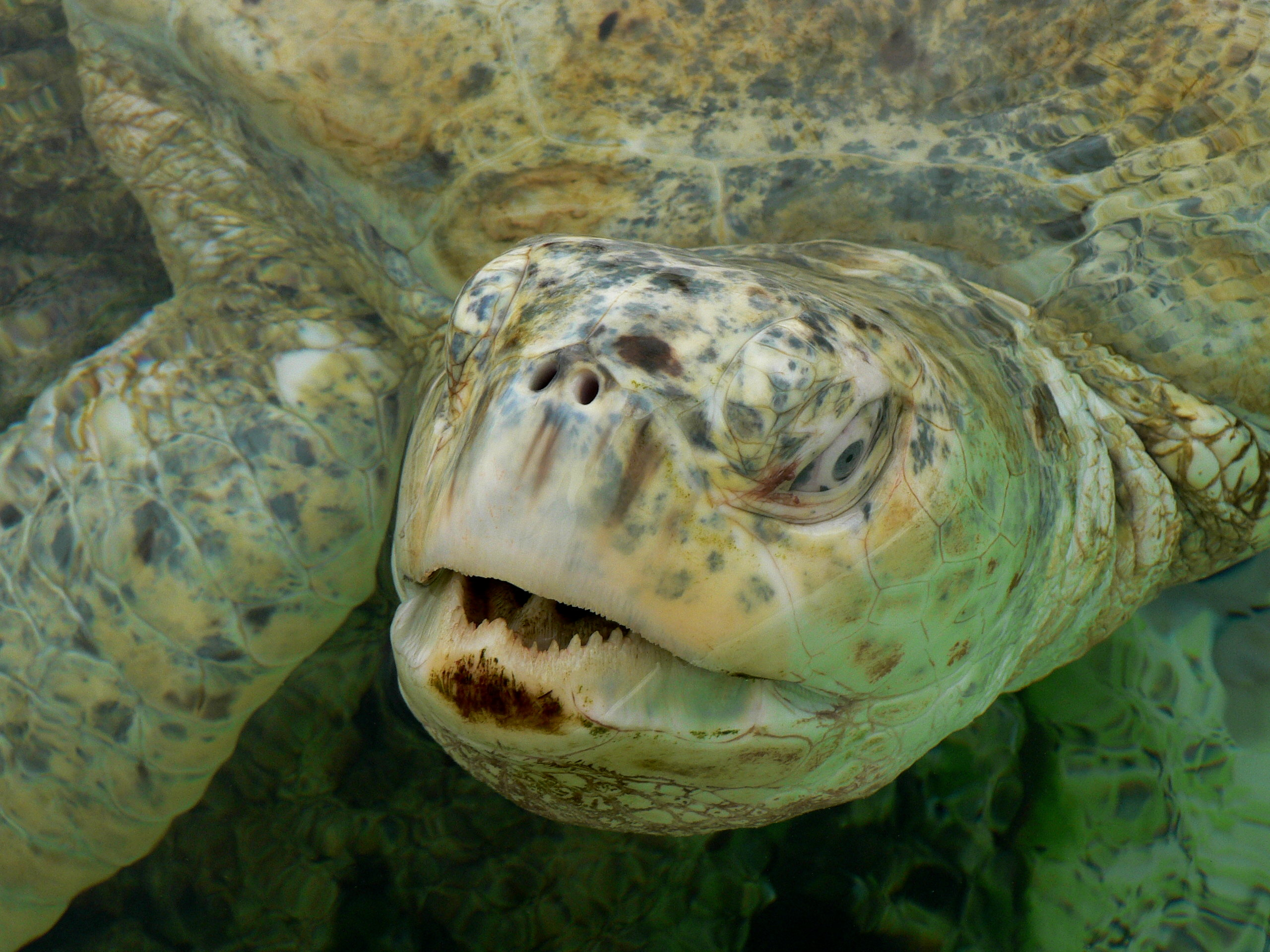
Albinos

Karapaks jest silnie spłaszczony, zwężający się w tylnej części. Głowa wąska, z boków mocno spłaszczona, pokryta regularnie ułożonymi tarczkami. Koniec pyska jest tępo ścięty i nie ma kształtu ptasiego dzioba. Kończyny przekształcone w płaskie i szerokie wiosła, a na przedniej parze znacznie dłuższej od tylnej jest po 1 pazurze. Karapaks jest oliwkowozielony lub brunatny w żółte plamki lub smugi, a plastron jednolicie jasnożółty lub biały.
RozmiaryKarapaks do 140 cm długości.
Masa ciała do 500 kg.

## Ekologia

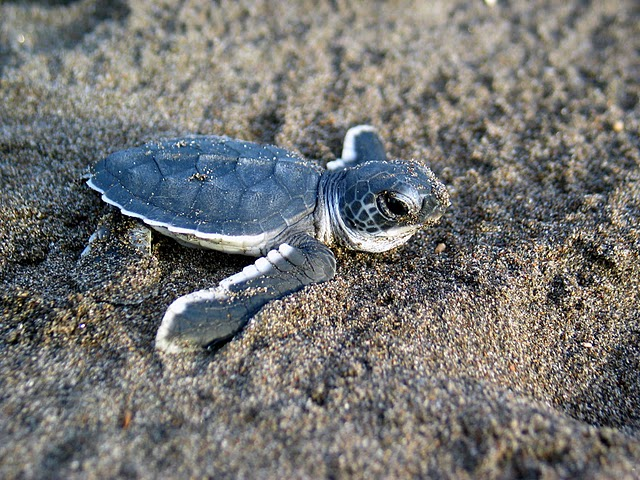
Młody żółw jadalny

PokarmŻywi się głównie pokarmem roślinnym: trawą morską i glonami.
Rozmnażanie
Samce i samice dojrzewają płciowo pomiędzy 10. a 24. rokiem życia. Kopulacja może przebiegać pod wodą lub na jej powierzchni, zwykle około kilometra od brzegu. Samce są w tym okresie bardzo podniecone i gryzą te, które akurat spółkują z samicami. Bywa, że samica ma dość spermy, aby składać jaja kilka razy w roku. Ciąża trwa od 40 do 72 dni zależnie od rejonu. Np. żółwie zielone z Pacyfiku składają mniej jaj od żółwi zielonych z Atlantyku. Samice wychodzą na ląd w miejscu swego urodzenia tylko żeby złożyć od 100 do 200 jaj o średnicy ok. 5 cm w wykopanych przez siebie dołkach o głębokości ok. 20 cm za pomocą tylnych kończyn. Następnie przysypuje jaja piaskiem, który ochroni je od przegrzania w promieniach słońca i ukryje przed drapieżnikami. Może powtarzać tę czynność kilkakrotnie w jednym cyklu lęgowym, który przypada raz na 2 lub 3 lata.

## Występowanie
Występuje we wszystkich ciepłych morzach i oceanach, głównie strefy równikowej. Osobliwym odkryciem było odnalezienie tych żółwi zimujących w stanie odrętwienia na dnie Zatoki Kalifornijskiej na głębokości 10–15 metrów przez kilka miesięcy.

## Status zagrożenia i ochrona
Żółw jadalny jest uznawany przez Międzynarodową Unię Ochrony Przyrody (IUCN) za gatunek zagrożony wyginięciem. Jest wymieniony w aneksie A Rozporządzenia Rady (WE) Nr 338/97 w sprawie handlu dzikimi zwierzętami oraz w załączniku I konwencji CITES.